# Arctic Cat Cup
Arctic Cat Cup är Europas största skotercrosstävling. Det är en tävling inom skotercross för snöskotrar och har arrangerats av Östersunds snöskoterklubb sedan 1973. Tävlingen har körts varje år utan att ställas in sedan starten 1973 vilket gör den till en av världens äldsta skotertävlingar. Det absolut största och bästa startfältet inom Europeisk skotercross samlas på Arctic Cat Cup varje år.

## Östersunds SSK
Östersunds snöskoterklubb bildades genom en utbrytning ur Jämtlands MK 1972. Styrelsen bestod av personer som ville utveckla snöskotersporten och av Östersunds kommun fick den nybildade föreningen ett område att hålla till några kilometer strax öster om Östersunds stad. Området låg i gamla Gräfsåsens by där en skotercrossbana började byggas. 

## Sno-Tric Cup 1973-1976
Ursprunget till Arctic Cat Cup heter Sno-Tric Cup. Ordföranden i Östersunds snöskoterklubb hette Bob Persson och var även VD för den del av Persson Invest i Östersund som ägde verksamheten där Sno-Tric snöskotrar ingick. Sno-Trics produktutvecklare och tävlingsförare Seved Lundberg tyckte att man borde arrangera en skotertävling i Östersund där högsta priset bestod av en vandringspokal med företagets namn. Sagt och gjort, när Bob var över till USA skaffade han en lämplig pokal. Nu var det bara att arrangera första tävlingen. 
Meningen var att den första tävlingen skulle gå på nybyggda Gräfsåsens skoterstadion. Men eftersom det var snöbrist i Östersund fick man flytta fram tävlingen två gånger innan arrangörerna bestlutade sig för att flytta hela arrangemanget upp till Åkersjön i Jämtländska fjällvärlden. Den första vinnaren av Sno-Tric Cup blev Seved Lundberg på en Sno-Tric. Seved vann även året efter och är endast en av tre som vunnit pokalen på skotermärket som bär dess namn. Den andra personerna är Viktor Stenman som vann Arctic Cat Cup 2009 på en Arctic Cat och Petter Nårsa som vann Arctic Cat Cup 2015 på en Arctic Cat.

## Aktiv Cup 1976-1990
Då Sno-Tric bytte namn till Aktiv så bytte även tävlingen namn till Aktiv Cup. Under den här perioden utvecklades tävlingen till att vara bland de största och respekterade skotertävlingar i Sverige. Förutom första året då tävlingen arrangerats i Åkersjön kördes den på Gräfsåsens skoterstadion. Men 1987 vågade sig klubben ut på en utflykt igen då Aktiv Cup arrangerades på Östersundstravet. Det blev dock bara ett år. Den enda tävlingsförare som vunnit tävlingen för hemmaklubben är Leif Olausson som tog hem den 1979. I slutet av 80-talet lade Aktiv ner tillverkningen av snöskotrar. De återstående anställda hamnade hos Arctic Cat i Östersund.

## Arctic Cat Cup 1991-
Från 1991 tog Arctic Cat över namnet på tävlingen. Under den här perioden förvandlades Arctic Cat Cup till en tvådagarstävling, även under Aktiv Cups tid hade man provat på tvådagars dock med dåligt resultat, och växte till Europas största skotercrosstävling. Idag är Arctic Cat Cup ett av Jämtlands största återkommande sportevenemang och tävlingen har hög status bland tävlingsförarna.

## Gräfsåsens skoterstadion
Tävlingsbanan i gamla Gräfsåsens by började byggas 1972 och har ända sedan dess varit hem för alla Arctic Cat Cup utom två (1973 Åkersjön, 1987 Östersundstravet). Banan har byggts om i flera omgångar. På Gräfsåsens skoterstadion har alla former av stora mästerskap inom snöskotersporten arrangerats, inklusive VM. Idag används anläggningen i huvudsak till Arctic Cat Cup och träning. De senaste SM-tävlingarna som klubben har arrangerats har gått på Östersunds skidstadion 2011 och Jämtkraft Arena 2012.

## Pokalen
Pokalen Arctic Cat Cup går till den som vinner den största klassen. De första åren gick den till vinnaren av ett så kallat rövarheat som bestod av de förarna som placerat sig bäst i de två största klasserna. Pokalen är ett vandringspris som får behållas av den som först får tre inteckningar på den. Det har genom historien funnits sju stycken pokaler. Den första pokalen togs hem av Börje Arvdal, som för övrigt är den som vunnit Arctic Cat Cup flest gånger. Den andra togs hem av Mikael Nyström. Den andra pokalen hade faktiskt tre personer med två inteckningar men eftersom ingen hade vunnit tre gånger och tävlingen nu skulle byta namn från Aktiv Cup till Arctic Cat Cup så kördes ett specialheat mellan de tre personerna. I det heatet vann Mikael. Pokal nummer tre vann Lars-Johan Edh. Pokal nummer fyra är den mest kortlivade eftersom den enda som har någon form av inteckning på den är Thomas Åberg. Pokal nummer fem är den enda som befinner sig i ett annat land är Sverige, den finns i Finland hos Janne Tapio. Pokal nummer sex vanns av Petter Nårsa.

## Klasser
I Arctic Cat Cup körs i regel alla klasser som är tillåtna i SVEMO:s reglemente. Just nu innebär det Ungdom 12-14, Ungdom 14-16, Damer Stock, Stock och Open.  Det är i Open som Arctic Cat Cup delas ut. I Pro Stock delas även ett specialpris, Janne Jacobs Memorial, ut till vinnaren. Priset är instiftat för att hedra klubbens och skotersportens stora eldsjäl Jan Jacobsson. Från 2017 delas utmärkelsen Snow Star Award ut till den förare som vinner Dam Stock.

## Vinnare av Arctic Cat Cup
- 2017 Viktor Hertén, Finland
- 2016 Aki Pihlaja, Finland
- 2015 Petter Nårsa, Moskosels SK
- 2014 Adam Renheim, Lima MS
- 2013 Adam Renheim, Lima MS
- 2012 Petter Nårsa, Moskosels SK (Fick behålla pokalen)
- 2011 Petter Nårsa, Moskosels SK
- 2010 Petter Nårsa, Moskosels SK
- 2009 Viktor Stenman, Storumans SK
- 2008 Tom Johansson, Gargnäs MK
- 2007 Janne Tapio, La MK Finland
- 2006 Janne Tapio, La MK Finland (Fick behålla pokalen)
- 2005 Janne Tapio, La MK Finland
- 2004 Janne Tapio, La MK Finland
- 2003 Daniel Olofsson, Lycksele MK
- 2002 Joakim Strandberg, Tavelsjö SK
- 2001 Johan Eriksson, Team Walles MK
- 2000 Thomas Åberg, Bollnäs MK (fick behålla pokalen)
- 1999 Thomas Åberg, Bollnäs MK
- 1998 Thomas Åberg, Bollnäs MK
- 1997 Lars-Johan Edh, Team Walles MK (fick behålla pokalen)
- 1996 Krister Johansson, Gargnäs MK
- 1995 Lars-Johan Edh, Team Walles MK
- 1994 Lars-Johan Edh, Team Walles MK
- 1993 Robert Åberg, Kiruna MK
- 1992 Krister Johansson, Gargnäs MK
- 1991 Mats Öhman, Älvsbyns MS (ny pokal, Mikael Nyström fick behålla den gamla)
- 1990 Krister Johansson, Gargnäs MK
- 1989 Mats Öhman, Älvsbyns MS
- 1988 Mikael Nyström, Gargnäs MK
- 1987 Mikael Nyström, Gargnäs MK
- 1986 Rickard Johansson, Gargnäs MK
- 1985 Hans Olsson, Team Walles MK
- 1984 Sven-Erik Revelj, Team Walles MK
- 1983 Krister Johansson, Storumans SK
- 1982 Börje Arvdal, WMK Edsbyn
- 1981 Börje Arvdal, WMK Edsbyn
- 1980 Börje Arvdal, WMK Edsbyn (fick behålla pokalen)
- 1979 Leif Olausson, Östersunds SSK
- 1978 Börje Arvdal, WMK Edsbyn
- 1977 Per-Ingvar Norberg, Boden
- 1976 Bertil Siklund, Umeå AK
- 1975 Börje Arvdal, WMK Edsbyn
- 1974 Seved Lundberg, Sala MK
- 1973 Seved Lundberg, Sala MK